# Atlamajac
Atlamajac es una localidad del estado mexicano de Guerrero. Es parte del municipio de Tlapa de Comonfort.

## Toponimia
El nombre «Atlamajac» proviene de los términos en náhuatl: atl, agua; maxactli, bifurcación; co, lugar. Su significado es «Lugar donde se bifurca el agua».

## Demografía
| Gráfica de evolución demográfica |
|                                  |

| Censo | Población |
| ----- | --------- |
| 1900  | 143       |
| 1910  | 157       |
| 1921  | 305       |
| 1930  | 330       |
| 1940  | 254       |
| 1950  | 449       |
| 1960  | 246       |
| 1970  | 464       |
| 1980  | 557       |
| 1990  | 808       |
| 2000  | 1 097     |
| 2010  | 1 737     |
| 2020  | 2 015     |